# جرائم قتل الإناث في سيوداد خواريز
تشمل ظاهرة جرائم قتل الإناث في سيوداد خواريز، ويُطلق عليها «إبادة النساء الإسبانيات»، مقتل مئات النساء والفتيات نتيجة العنف منذ عام 1993 في منطقة سيوداد خواريز شمال المكسيك، شيواوا، وهي مدينة حدودية بجانب نهر ريو غراندي الموجود في مدينة إل باسو الأمريكية، تكساس. في 27 فبراير عام 2005، قُدر عدد النساء المقتولات في سيوداد خواريز منذ عام 1993 بأكثر من 370 امرأة.
وجدت لجنة حكومية بعد مسح 155 من أصل 340 عملية قتل ارتُكبت بين عامي 1993 و2003 أن نحو نصف الحالات كان بدافع السرقة وحروب العصابات، في حين أن أكثر من الثلث بقليل نتيجة الاعتداء الجنسي.
حظيت جرائم قتل النساء والفتيات في سيوداد خواريز منذ عام 1993 باهتمام دولي كبير، ويرجع ذلك في المقام الأول إلى تقاعس الحكومة عن منع العنف ضد النساء والفتيات وتقديم الجناة إلى العدالة.

## طبيعة جرائم قتل الإناث
تشير الدلائل إلى استهداف مجموعة معينة من النساء والفتيات في سيوداد خواريز. تشترك الضحايا بصفات مشتركة، بالإضافة إلى وجود العديد من أوجه التشابه في جرائم العنف المرتكبة ضدهم. معظم ضحايا نساء شابات ينتمين إلى خلفيات فقيرة، إما طالبات أو يعملن في المعابد، أو المصانع، أو في قطاعات أخرى تابعة للاقتصاد غير الرسمي. بالإضافة إلى ذلك، يشترك العديد من الضحايا بصفات بدنية كثيرة، بما في ذلك البشرة الداكنة، والجسد النحيل، والشعر الداكن متوسط الطول. في ما يتعلق بالجرائم، تشمل أوجه التشابه في القضايا اغتصاب الضحايا وتعذيبهن وتشويههن.

### إحصائيات القتل
تشير التقارير الإعلامية المتباينة والأرقام المختلفة إلى أن العدد يتراوح بين المئات والآلاف من جرائم القتل في منطقة سيوداد خواريز. ولهذا السبب، رفعت منظمة العفو الدولية تقريرًا يقول: «سببت البيانات الرسمية غير الكافية عن الجرائم المرتكبة في شيواوا، وخاصة الأرقام الدقيقة حول العدد الحقيقي لعمليات القتل واختطاف الفتيات والنساء، نزاعات حول القضايا التي تشوش البحث عن العدالة».
قُتل أكثر من 370 فتاة وشابة في مدينتي سيوداد خواريز وشيواوا حتى فبراير عام 2005 وفقًا لمنظمة العفو الدولية. أفاد ممثلو الادعاء في ولاية شيواوا مؤخرًا قتل 270 امرأة داخل الولاية في عام 2010، ووقعت 247 من هذه الجرائم في خواريز. أعلن كارلوس مانويل سالاس، المدعي العام لشيواوا، خلال مؤتمر صحفي في أغسطس عام 2011 أن 222 امرأة تعرضن للقتل في شيواوا منذ شهر يناير من ذلك العام. من بين 222 جريمة قتل، وقعت 130 منها في سيوداد خواريز. قُتل إجمالًا أكثر من 300 امرأة في المدينة في عام 2011.
أُجريت دراسة في عام 2008 على قاعدة بيانات حوادث قتل الإناث (1993-2007) في كوليجيو دي لا فرونتيرا نورت، والتي وثقت حوادث قتل النساء التي وقعت في سيوداد خواريز (1993-1997). من بين الأنماط المختلفة من جرائم القتل التي حُللت، وجدت الدراسة نمطين شائعين في البيانات صُنفا على أنهما جرائم قتل نساء بعد علاقة حميمية وجرائم قتل جنسي ممنهج. يشير قتل النساء بعد علاقة حميمية إلى النساء اللواتي قُتلن على أيدي رجال كانوا على مقربة منهن أو علاقة بهن. وفقًا لهذه الدراسة، شكّل قتل النساء الحميمي 30.4% من جرائم قتل النساء والفتيات في خواريز (1993-2007). يشير القتل الجنسي الممنهج إلى أنماط منهجية في قتل النساء والأطفال، بما في ذلك الاختطاف، والعنف الجنسي، والتعذيب، ورمي الضحية في مناطق بعيدة مثل المناطق الصحراوية، ومقالب القمامة، وقنوات الصرف الصحي، وغيرها. وفقًا للدراسة، شكّل قتل النساء الجنسي الممنهج 31.8% من جرائم قتل النساء في خواريز (1993-2007).